# Gymnapogon foraminosus
Gymnapogon foraminosus är en fiskart som först beskrevs av Tanaka, 1915.  Gymnapogon foraminosus ingår i släktet Gymnapogon och familjen Apogonidae. Inga underarter finns listade i Catalogue of Life.